# Ventura Arjona
Ventura Arjona Morón (Algeciras, 1937) es un neurocirujano español.

## Biografía
Tras estudiar Medicina en Cádiz y en la Universidad de Sevilla, completó su formación en los centros Bringham Hospital y Lahey Clinic de Harvard, la Universidad de París, microcirugía en el 'Kantonsspital' de Zúrich y su Universidad de referencia, además de en las universidades de Mainz y el Hospital Karolinska en Suecia.
Su quehacer profesional durante más de treinta años al frente del Servicio de Neurocirugía del Hospital Virgen de las Nieves de Granada, impulsando la implantación de técnicas pioneras en Europa, ha situado a este hospital público en la vanguardia de su disciplina. Ha destacado por sus estudios sobre cirugía del Parkinson y la epilepsia y por haber aplicado técnicas microquirúrgicas en su especialidad.
Es autor de más de sesenta trabajos en publicaciones académicas y de un centenar de ponencias, ha presidido la Sociedad Española de Neurocirugía, ha sido delegado por España de la Sociedad Mundial de Neurocirugía, es miembro de once sociedades científicas y, también, del comité editorial de diversas publicaciones. Ha sido galardonado como Hijo Predilecto de Algeciras (2003), Medalla de Oro del Campo de Gibraltar (2009) y Medalla de Andalucía (2011).